# Cieśle (Oleśnica)
Cieśle (deutsch: Zessel) ist ein Dorf der Landgemeinde Oleśnica im Powiat Oleśnicki in der Woiwodschaft Niederschlesien in Polen.

## Sehenswürdigkeiten

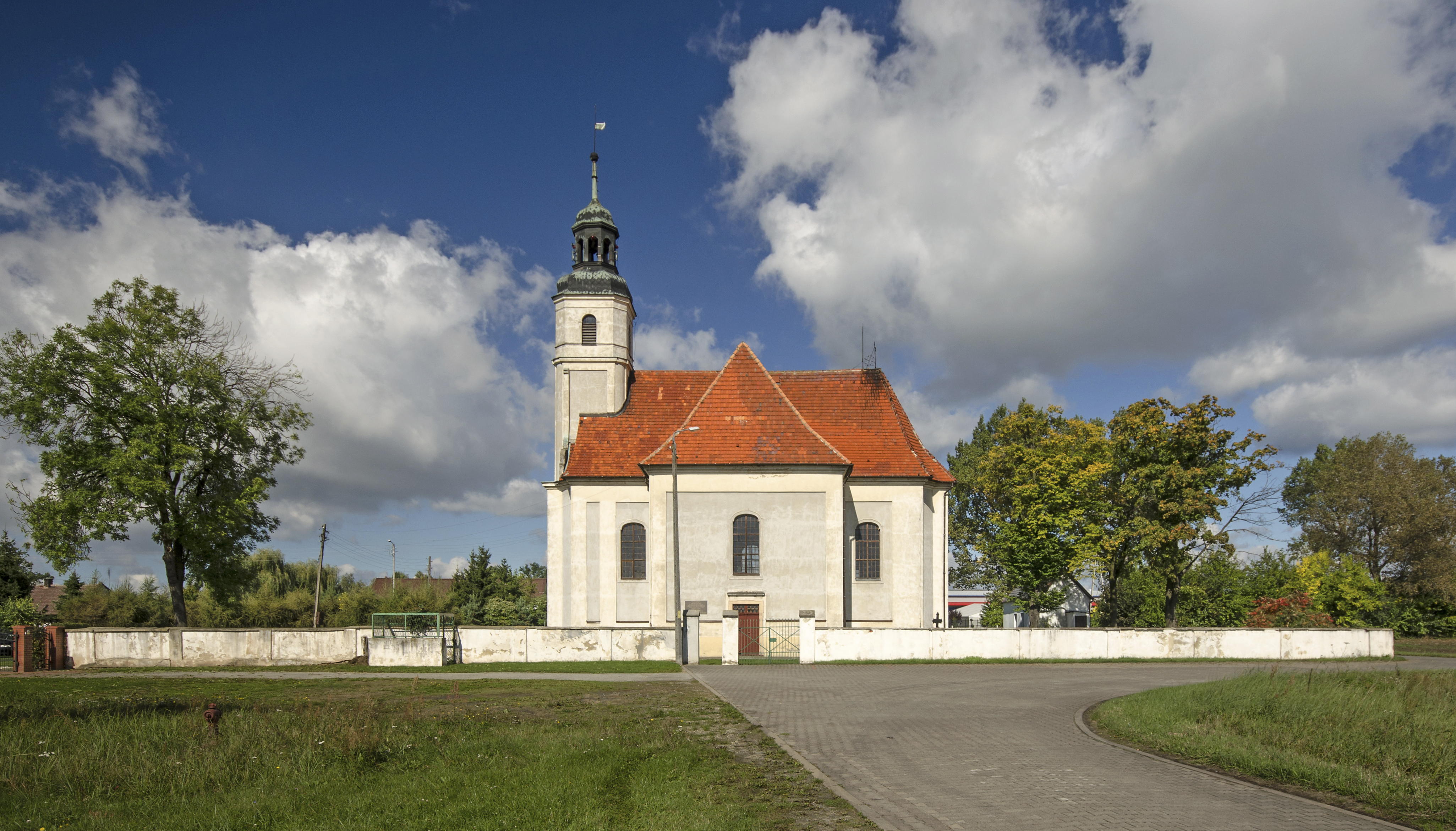
Kirche Muttergottes von Tuchowo

Die Katholische Filialkirche Muttergottes von Tuchowo wurde erstmals 1376 erwähnt, am Ende des Zweiten Weltkrieges war sie eine evangelische Pfarrkirche. Der spätbarocke Neubau von 1716 bis 1721 wird Christoph Hackner zugeschrieben. Die Ausstattung ist ebenfalls spätbarock. An der Wand findet sich ein Epitaph von Ernst Wilhelm von Salisch und seiner Frau Anna Sophie von Kospoth aus grauem Marmor, das Johann Albrecht Siegwitz zugeschrieben wird.

## Verkehr

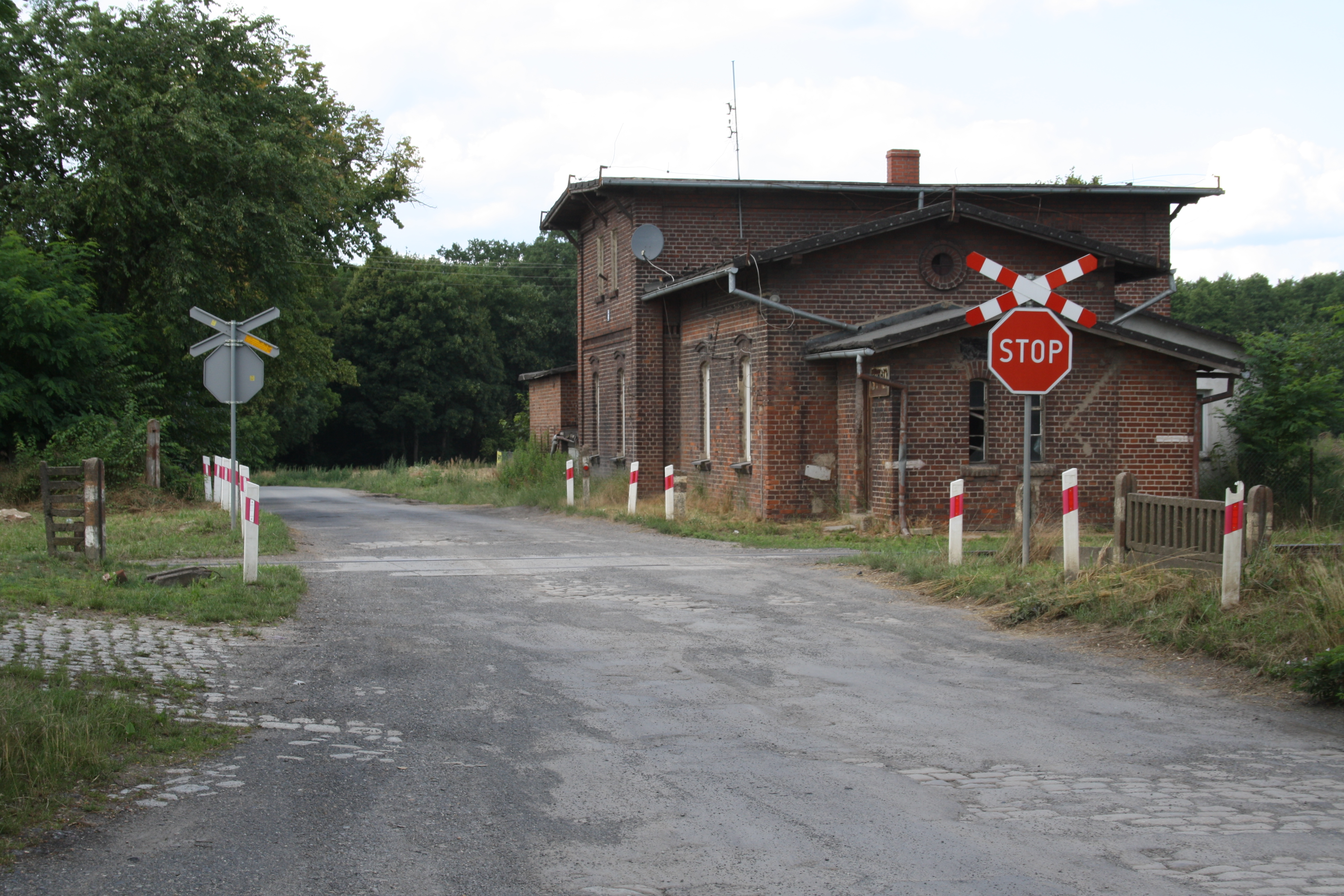
Bahnübergang an der Straße von Wyszogród am Bahnhof Cieśle

Cieśle hat einen Bahnhof an der Bahnstrecke Herby–Oleśnica, seit Ende 2002 ist der Personenverkehr eingestellt. Nächste Station mit Personenverkehr ist der wenige Kilometer entfernte Bahnhof Oleśnica.
Der Ort liegt an der Droga ekspresowa S8, einer in diesem Berich autobahnähnlich ausgebauten Schnellstraße. Die nächsten Anschlussstellen sind Oleśnica-Północ (westlich) und Oleśnica-Wschód (östlich; nur aus/in Richtung Wrocław).

## Personen
- Rudolf von Scheliha (1897–1942), deutscher Diplomat und Widerstandskämpfer gegen den Nationalsozialismus
- August Ludwig von Nostitz (1777–1866), preußischer General